# Saxifraga josephii
Saxifraga josephii är en stenbräckeväxtart som beskrevs av Adolf Engler. Saxifraga josephii ingår i Bräckesläktet som ingår i familjen stenbräckeväxter. Inga underarter finns listade i Catalogue of Life.